# يوسف الفحلي
يوسف الفحلي (من مواليد 27 أبريل 1997)، لاعب كرة قدم مغربي. يلعب كمهاجم في حسنية أكادير في البطولة الوطنية المغربية.

## وصلات خارجية
يوسف الفحلي على موقع قاعدة بيانات كرة القدم.إي يو (الإنجليزية)
- يوسف الفحلي على موقع Soccerway.com (الإنجليزية)
- يوسف الفحلي على موقع GSA (الإنجليزية)